# Lady Lever Art Gallery

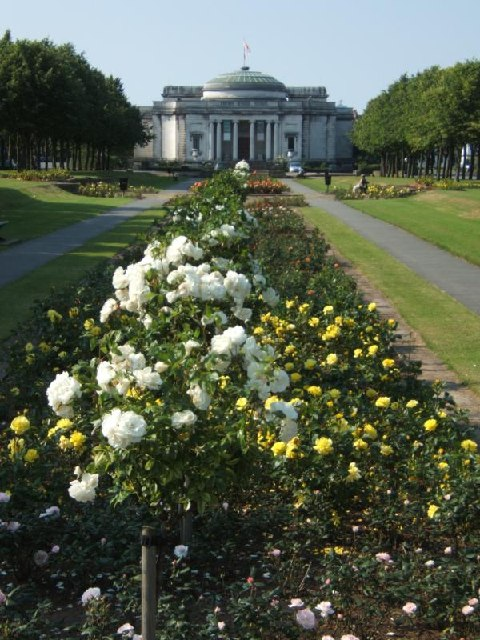
Lady Lever Art Gallery, Außenansicht

Die Lady Lever Art Gallery ist ein im Jahr 1922 von dem britischen Industriellen William Lever, 1. Viscount Leverhulme im Andenken an seine verstorbene Ehefrau Elizabeth Ellen, Lady Lever (geborene Hulme), eröffnetes Kunstmuseum in Bebington nahe Liverpool. 2019 wurde die Lady Lever Art Gallery von rund 211.000 Personen besucht. 2023 betrug die Besucherzahl etwa 183.000 Personen.

## Geschichte
Der aus einfachen Verhältnissen stammende William Lever war 1911 als Baronet geadelt worden. Seine Frau erhielt dadurch den Titel Lady Lever, der der Galerie ihren Namen gibt. Sie war bereits 1913 gestorben, bevor ihr Gatte 1917 zum Baron Leverhulme und 1922 zum Viscount Leverhulme (1922) erhoben wurde.
Das Gebäude der Lady Lever Art Gallery wurde ab 1914 im klassischen Stil erbaut, inmitten  der von dem als Philanthropen bekannten Lever  im Metropolitan Borough of Wirral am Mersey in England gebauten Arbeiterwohnstadt Port Sunlight. Dort hatte Lever  schon seit 1888 den Arbeitern seiner Seifenfabriken eine für damalige Zeit sozialverantwortliche Lebensumgebung errichtet. Lever übergab zur Eröffnung der Galerie die bekanntesten Gemälde seiner Privatsammlung, oft zeitgenössische Bilder, die er im Sinne seiner Bemühungen um Verbesserung der Allgemeinbildung seit Längerem aufgekauft hatte und die er nun mit der Öffentlichkeit teilen wollte.

## Sammlung
Die Galerie ist bekannt für die von ihr gezeigten Gemälde der Kunst des Großbritanniens des 19. Jahrhunderts. Darunter finden sich Werke aus dem Kreis der Präraffaeliten wie Bilder von John Everett Millais. Des Weiteren enthält die Galerie auch Bilder aus dem England des späten 18. Jahrhunderts, beispielsweise von William Turner, sowie Möbel aus dieser Epoche und eine bemerkenswerte Sammlung von Porzellan der Keramikfirma Wedgwood. Heute werden in der Galerie oft auch Sonderausstellungen anderer Epochen gezeigt.
Das Gebäude steht unter Denkmalschutz (Grade II*) und ist heute ein Teil der National Museums Liverpool.

## Ausgestellte Werke (Auswahl)

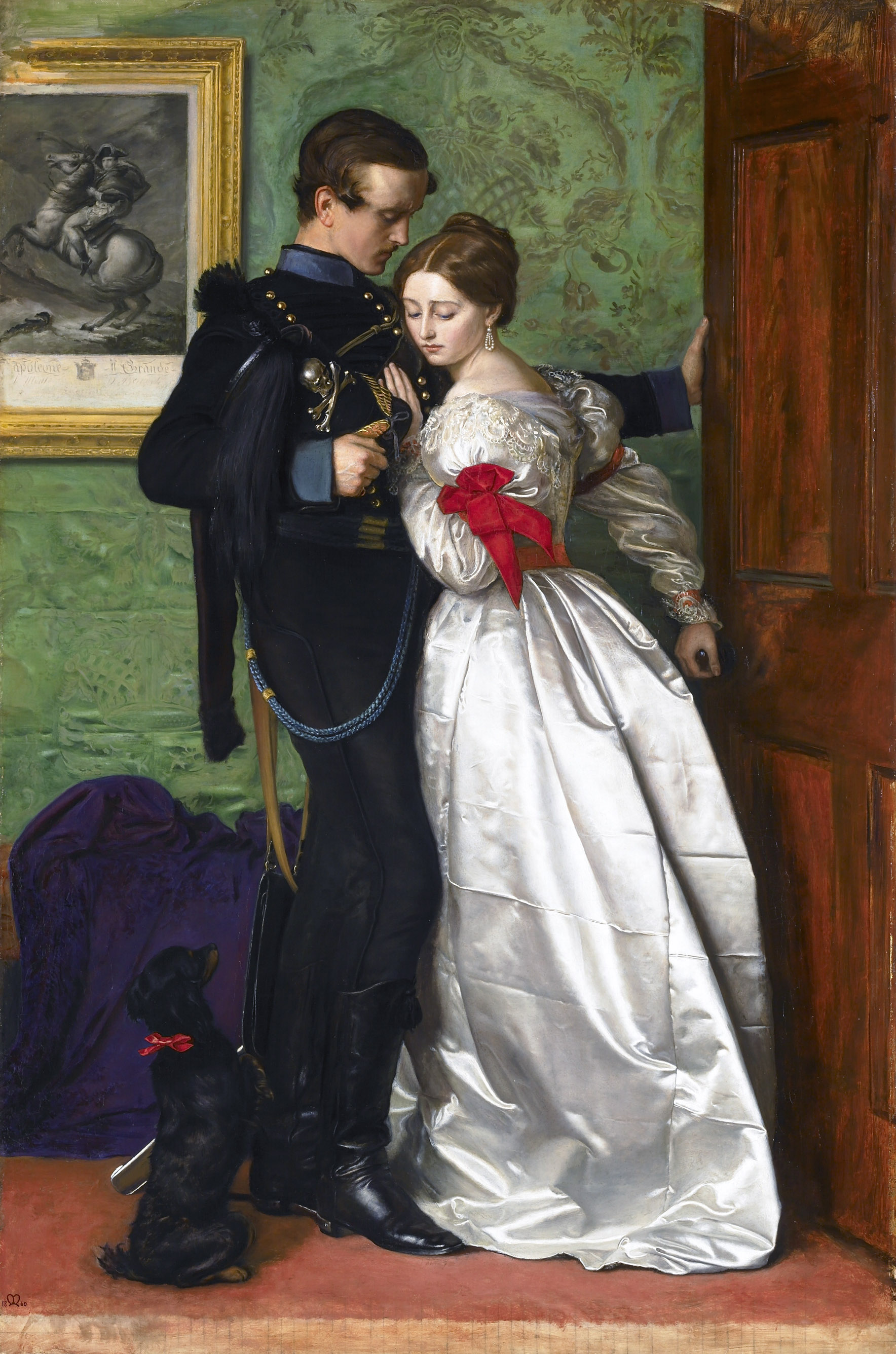
John Everett Millais, The Black Brunswicker, 1860

In Großbritannien, aber auch darüber hinaus, sind die folgenden in der Lady Lever Art Gallery ausgestellten Werke des 19. Jahrhunderts besonders bekannt:
- Bubbles (Seifenblasen, Originaltitel: A Child's World), John Everett Millais, 1886
- The Scapegoat (Der Sündenbock),  William Holman Hunt, 1854–1856
- A Dream of the Past: Sir Isumbras at the Ford (Traum von der Vergangenheit), John Everett Millais, 1857
- The Black Brunswicker (Der Schwarze Braunschweiger), John Everett Millais, 1860
- Cromwell on his Farm (Cromwell  auf seinem Bauernhof), Ford Madox Brown, 1874